# Oxychora batis
Oxychora batis är en fjärilsart som beskrevs av W. Warren 1906. Oxychora batis ingår i släktet Oxychora och familjen mätare. Inga underarter finns listade i Catalogue of Life.